# Mandat (Recht)
Unter einem Mandat (von lateinisch mandare ‚anvertrauen‘, ‚beauftragen‘) versteht man im Rechtswesen den Vertretungsauftrag, den ein Mandant einem Rechtsanwalt, Steuerberater, Wirtschaftsprüfer oder Vermögensverwalter erteilt. Der Rechtsanwalt ist grundsätzlich frei, ein Mandat anzunehmen oder nicht. Will er den Auftrag nicht annehmen, muss er die Ablehnung unverzüglich erklären (§ 44 der Bundesrechtsanwaltsordnung BRAO). 
Ausnahmsweise muss ein Rechtsanwalt gem. § 48 BRAO im gerichtlichen Verfahren die Vertretung einer Partei oder die Beistandschaft übernehmen,
1. wenn er der Partei auf Grund des § 121 ZPO, des § 4a Abs. 2 der InsO oder auf Grund anderer gesetzlicher Vorschriften zur vorläufig unentgeltlichen Wahrnehmung ihrer Rechte beigeordnet ist;
2. wenn er der Partei auf Grund der § 78b, § 78c ZPO in einem Anwaltsprozess als sog. Notanwalt beigeordnet ist;[2]
3. wenn er dem Antragsgegner auf Grund des § 138 des FamFG in einer Scheidungssache als Beistand beigeordnet ist.

In diesen Fällen kann der Rechtsanwalt beantragen, die Beiordnung aufzuheben, wenn hierfür wichtige Gründe vorliegen.
Mit Annahme des Mandats kommt ein Geschäftsbesorgungsvertrag (§ 675, § 611 BGB) zustande, den sowohl der Rechtsanwalt als auch der Mandant jederzeit wieder kündigen können. Der Anwalt darf das Mandat jedoch nicht zur Unzeit beenden (§ 627 Abs. 2 BGB).
Der Rechtsanwalt ist gewillkürter Vertreter der Partei und bedarf als solcher der Prozessvollmacht (§ 80, § 81 ZPO). Die Bevollmächtigung wird im Innenverhältnis grundsätzlich bereits durch den Anwaltsvertrag erteilt.
Der Rechtsanwalt ist verpflichtet, ausschließlich die Interessen seines Mandanten zu vertreten und begeht im Fall des sog. Parteiverrats eine Straftat. Auch das Berufsrecht schließt die Wahrnehmung widerstreitender Interessen aus (§ 43a BRAO). Besondere Berufspflichten bei der Annahme, Wahrnehmung und Beendigung des Mandats ergeben sich zudem aus dem Dritten Abschnitt der Berufsordnung für Rechtsanwälte (§§ 11 ff. BORA).
Der Auftraggeber wird als Mandant, der Auftragnehmer (im tatsächlichen Sprachgebrauch allerdings selten) als Mandatar bezeichnet. Die von dem Mandaten geschuldete Vergütung  für anwaltliche Tätigkeiten bemisst sich nach dem Rechtsanwaltsvergütungsgesetz. Nur bestimmte Mandate werden pro bono übernommen.